# لاکه‌گالا
لاکه‌گالا (به لاتین: Lakegala) یک منطقهٔ مسکونی در سری‌لانکا است.